# 五島町停留場
五島町停留場（日语：／ Goto-machi teiryūjō */?），又稱五島町電車站，是位於長崎縣長崎市元船町二丁目，長崎電氣軌道本線的電車站。車站編號為28。

## 歷史
此電車站在1915年（大正4年）以浦五島町停留場（日语：／）的名義啟用。第一期線（築町至醫院下之間）也是同日開通。在1936年（昭和11年），電車站改名為五島町停留場。此電車站在太平洋戰爭下的1944年（昭和19年）隨著開始急行運輸而廢止，翌年再次開業。

### 年表
- 1915年（大正4年）11月16日 - 浦五島町停留場啟用[1]。
- 1936年（昭和11年）9月 - 電車站改名為五島町停留場[1]。
- 1944年（昭和19年）1月 - 在戰時下實施急行運輸，此電車站廢止[1]。
- 1945年（昭和20年）11月25日 - 電車站重開[1]。
- 2003年（平成15年）6月14日 - 電車站進行裝修[5]。

## 電車站構造
電車站是建造在共用行車道上。電車站設有2面2線的低地台相對式月台。東邊為新地中華街方向月台，西邊為長崎站前方向月台。兩月台的北邊設有行人過路處。

### 運行系統
此電車站是本線電車站之一。當中1、2系統駛入此站。

## 使用狀況
根據「長崎電軌」的調査，以下為1日的上下車人次資料。雖然電車站位於長崎市中心，但是使用人次比較少。
- 1998年 - 1,079人[2]
- 2015年 - 1,100人[9]

## 電車站周邊
電車站附近設有辦公大樓。電車站所在的道路是市內主要幹道國道202號（大波止通）。
此電車站與鄰站長崎站前停留場之間的路段中曾經途經一座軌道專用橋。後來橋樑在1949年（昭和24年）隨著道路擴寬，路軌遷移至使用共用橋（大和橋橋樑）。
- 國道499號（日语：国道499号）
- 科樂美體育（日语：コナミスポーツクラブ）長崎
- 長崎電視台
- 東橫INN長崎站前
- 長崎公務員專門學校
- 長崎縣廳舍（日语：長崎県庁舎）（在平成30年從江戶町遷移）

## 相鄰電車站
長崎電氣軌道
本線（■1號系統、□2號系統）
長崎站前（27）－五島町（28）－大波止（29）

## 注腳
1. 1 2 3 4 5 6 7  今尾 2009，第57頁.
2. 1 2 3 4 5  田栗 & 宮川 2000，第57頁.
3. ↑  100年史，第129頁.
4. ↑  100年史，第128頁.
5. ↑  田栗 2005，第156頁.
6. ↑  100年史，第130頁.
7. 1 2  川島 2013，第48頁.
8. 1 2 3 4 5  田栗 2005，第34頁.
9. ↑  100年史，第124頁.
10. ↑  100年史，第117頁.